# 미시경제학

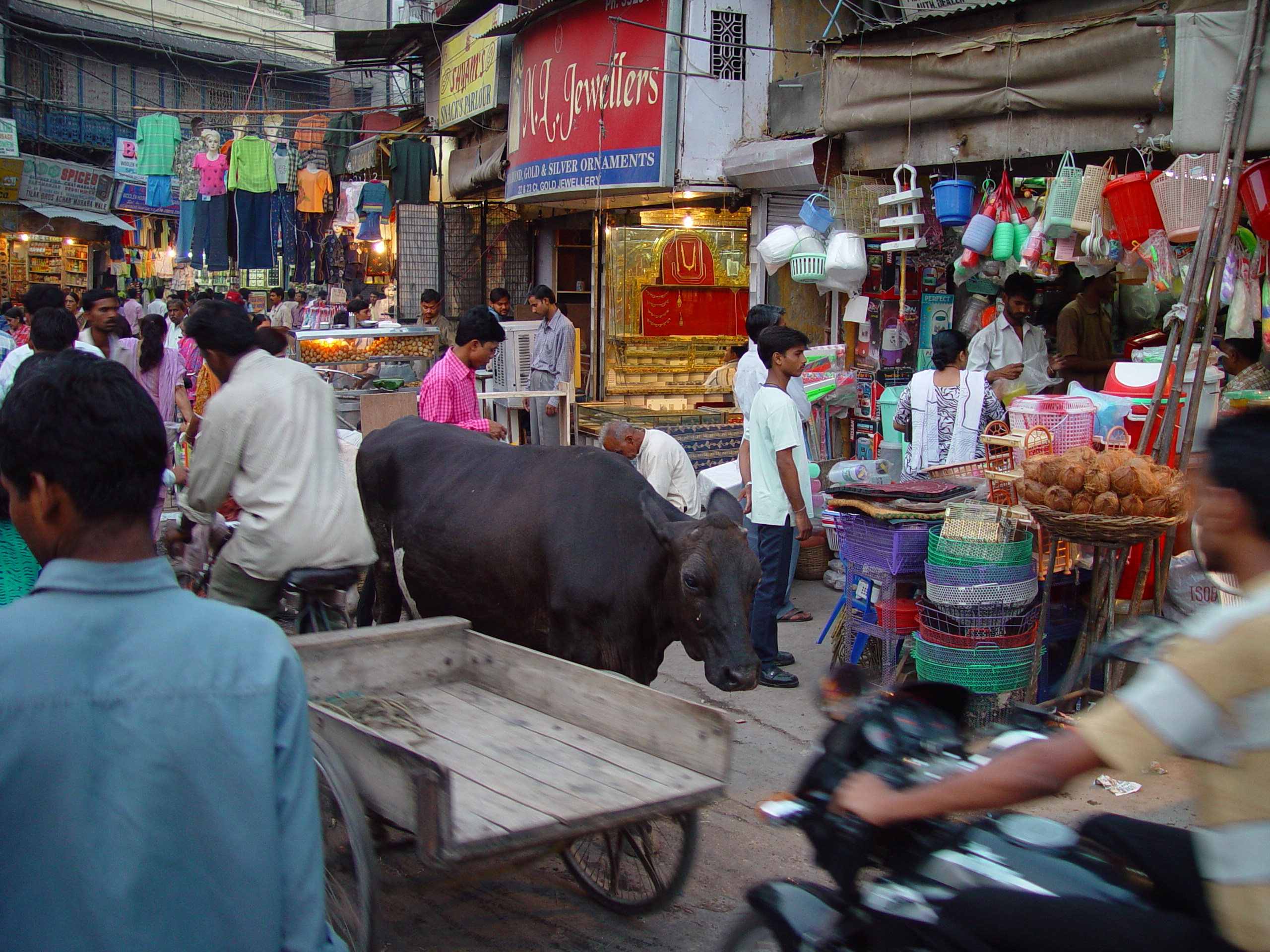
미시경제학은 구매자와 판매자가 상품과 용역 간 상대적 가격을 확립할 수 있게 하는 시장 기구를 분석한다.

미시경제학(微視經濟學, 영어: microeconomics)은 자원배분, 분배, 그리고 기업의 행동에 초점을 두는 경제학이다. 미시경제이론은 개별 상품의 시장에서 이뤄지는 균형이 주요 관심사이다. 이때 균형은 개별 상품의 생산량과 가격의 분석에 초점을 맞추는데, 미시경제이론이 가격이론이라고도 불린다는 점에서 미시경제이론에서 가격이 차지하는 비중을 알 수 있다.

## 미시경제학의 기초

### 소비자 선택 이론
소비자 이론은 재화에 대한 소비자의 선호를 바탕으로 소비자의 의사 결정을 분석한다. 소비자는 예산 제약 하에 효용을 극대화하는 재화의 조합을 선택한다. 소비자 선택 이론은 소비자의 선호 체계와 예산 제약을 바탕으로 개별 소비자의 수요를 도출하는 데 이용되고 있다.

### 생산자 이론
생산자 이론은 기업의 생산 활동에 관한 주제를 다룬다. 생산은 생산 요소를 투입하여 산출물인 재화와 서비스로 전환시키는 과정을 말한다. 이윤을 극대화하려는 기업의 목적을 달성하기 위해 기업이 생산 요소의 조합을 어떻게 선택하며 생산에 따른 비용 구조는 어떻게 결정되는지를 다룬다.

## 미시경제학의 모형

### 수요와 공급
미시경제학에서의 분석은 가격이 결정되는 원리를 밝혀내는데 초점을 둔다. 여기에는 시장, 수요, 공급이 시장에서의 균형을 이루는 요소가 된다. 이때 시장은 어떤 상품을 사고팔기 위해 서로 접촉하는 개인과 기업의 모임을 뜻하며 팔 사람과 살 사람의 의사가 합치되고 가격을 형성하는 시장 기구 또는 여기서 가격을 통해 매개체 역할을 한다고 하여 가격 기구라고 한다.

가격은 배급기능과 배분기능을 맡는다. 가격이 없다면 소비자는 그 재화를 무한정 소비하려 들 것이다. 이때 가격은 희소한 재화를 과도하게 소비하려는 욕구를 통제하는 배급기능을 갖는다. 또한 어떤 상품이 공급이 부족하고 수요가 크면 가격이 오를 것이다. 이때 가격은 신호의 역할을 하는데, 가격이 높다는 것이 더 많은 상품을 생산하라는 신호로 작용하는 배분기능을 맡는다. 아담 스미스의 보이지 않는 손은 이 기능을 뜻하는 것이다.
수요에는 많은 비경제적 요인이 포함될 수 있으나 경제학에서는 이런 요인들을 제외하고 가격만을 고려 대상에 포함시키는데, 실제로 가격과 수요량의 관계는 빈번히 관찰되는 관계이므로 수요의 법칙이라 부른다. 상품 하나하나의 가격뿐만 아니라 여러 상품의 가격은 서로 영향을 주는데, 한 상품의 가격이 상승하면 그 상품에 필요한 물품의 수요가 감소하는 등의 경우를 예로 들 수 있다. 또한 어떤 상품의 수요는 소비자들의 소득수준과 소비자의 수 등의 영향을 받기도 한다. 시장수요함수에는 기호(taste)도 포함되는데, 이렇게 되면 6차원의 그래프를 그려야 시장수요함수를 도형화 할 수 있다. 하지만 실제로는 2차원의 그림만으로 그릴 수 있으므로 가격만이 변화한다고 하고 다른 조건들이 변하지 않는다면(ceteris paribus)이라고 가정한다. 이를 도식화하면 오른쪽과 같다. 그렇다면 다른 변수들은 어떻게 적용할까? 변하지 않는다고 가정했던 소득수준이 올라갔다고 하면 수요가 증가할 것이다. 이를 수요곡선의 이동이라 하며 수요량의 증가가 아닌 수요의 증가가 일어났다고 한다. 이 수요곡선은 기울기를 가지는데 수요의 가격탄력성에 따라 기울기가 달라진다. 공급의 경우에도 탄력성이 고려의 대상이 된다. 다만 공급의 가격탄력성은 가격만이 관심의 대상이 된다.

### 균형
가격이 높은 상태에 있다면 다른 요인이 없더라도 공급자는 높은 가격에서 오는 이득을 얻기 위해 공급을 늘리게 되므로 가격은 자연스럽게 떨어지게 된다. 반면 너무 낮은 가격에서는 소비자들이 낮은 가격을 인지하고 해당 상품을 더 소비하려고 해 초과 수요가 발생하면서 가격이 오르게 된다. 이런 두 가지 과정을 거쳐 가격은 균형을 찾게 되는데 이를 균형 가격이라고 한다. 그래프를 통해서 보면 수요 그래프와 공급 그래프가 만나는 점이 균형 가격과 균형거래량이다. 이렇게 가격을 결정하는 것이 무엇인지에 대해서는 가격 이론 또는 가치 이론의 주된 관심사이기도 했다. 고전파의 경우 공급의 역할을 중시하고 신고전파의 경우에는 수요의 역할을 중시했다. 하지만 알프레드 마셜은 수요와 공급을 가위의 양날에 비유하며 둘 모두 중요하다고 말했다.
변하지 않는다고 가정한 다른 요인들에 변화가 생긴다면 수요나 공급이 변화하게 된다. 수요의 증가는 균형 가격과 균형거래량을 증가시키며 공급의 증가는 균형 가격의 하락과 균형거래량의 증가를 유발한다. 이를 그래프로 표시하면 오른쪽과 같다. 만약 균형이 이탈되었을 때는 원래의 균형으로 얼마나 돌아오느냐에 따라 균형의 안정성을 평가한다.

## 시장 구조
시장에서 기업의 수, 진입 장벽의 존재, 재화의 동질성에 따라 시장의 구조를 분류한다. 재화가 동질적이며, 시장에서 기업이 다수여서 개별 기업이 시장의 가격을 수용하며, 진입 장벽이 존재하지 않는 시장의 형태를 완전경쟁시장이라고 한다. 후생경제학의 기본 정리는 정보 비대칭이나 외부효과가 존재하지 않는다고 가정할 때 완전경쟁시장의 균형은 파레토 효율적이라는 것을 보여 준다.
한편, 시장에 기업이 단 하나만이 존재하는 시장은 독점, 시장에 하나는 아니지만 소수의 기업이 경쟁하는 시장을 과점이라고 한다. 재화의 유형이 차별적이어서 개별 기업이 어느 정도의 시장력을 갖지만 기업이 다수이고 진입 장벽이 없이 자유롭게 시장에 진입하거나 이탈할 수 있는 시장을 독점적 경쟁시장이라고 한다.

## 참고 자료
- 《미시경제학》. 법문사. 2008년 7월 20일. 다음 글자 무시됨: ‘성’ (도움말);

## 같이 보기
- 경제학
- 거시경제학